# Спусковий гачок

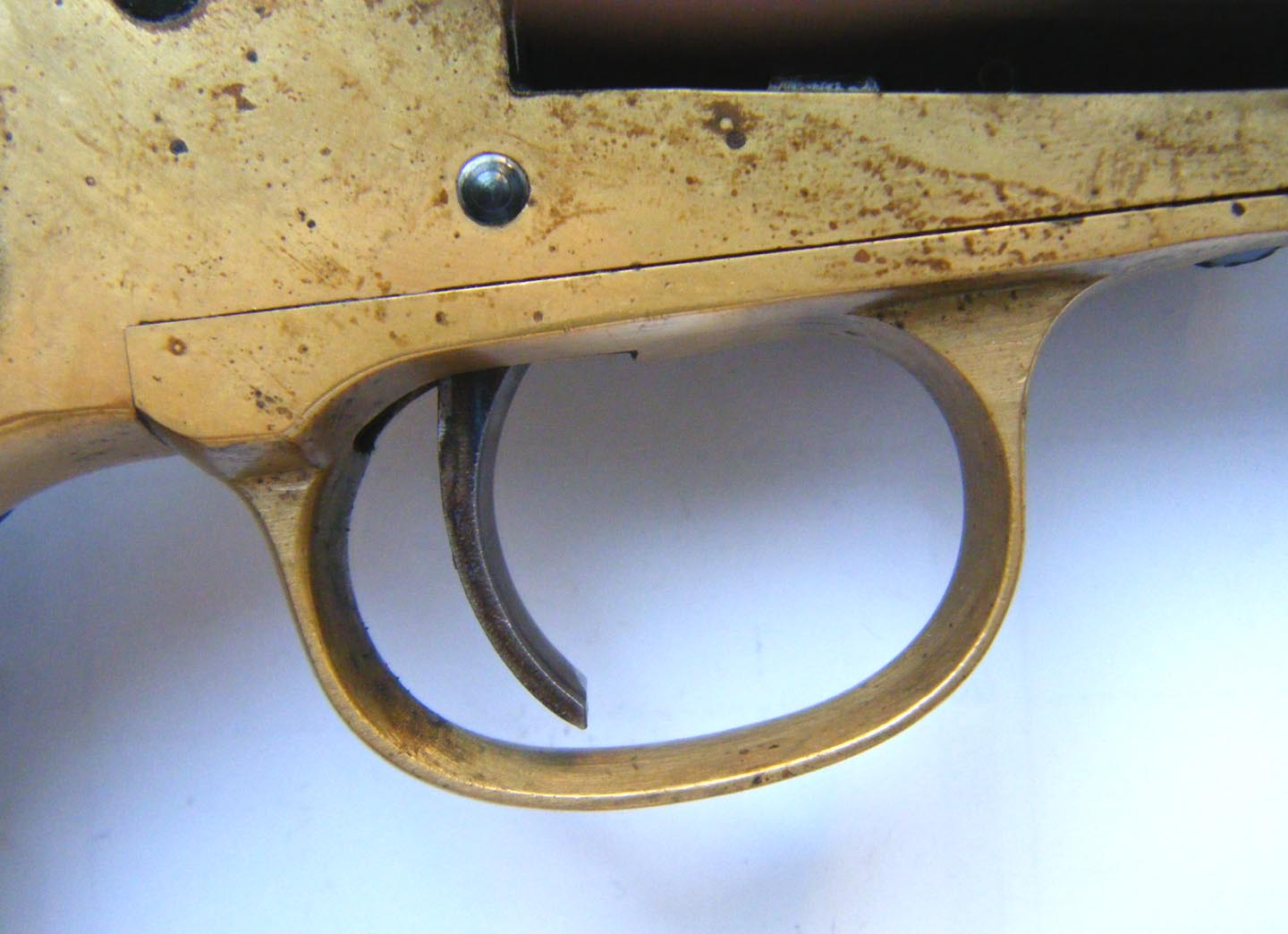
Спусковий гачок та скоба револьвера одиночної дії

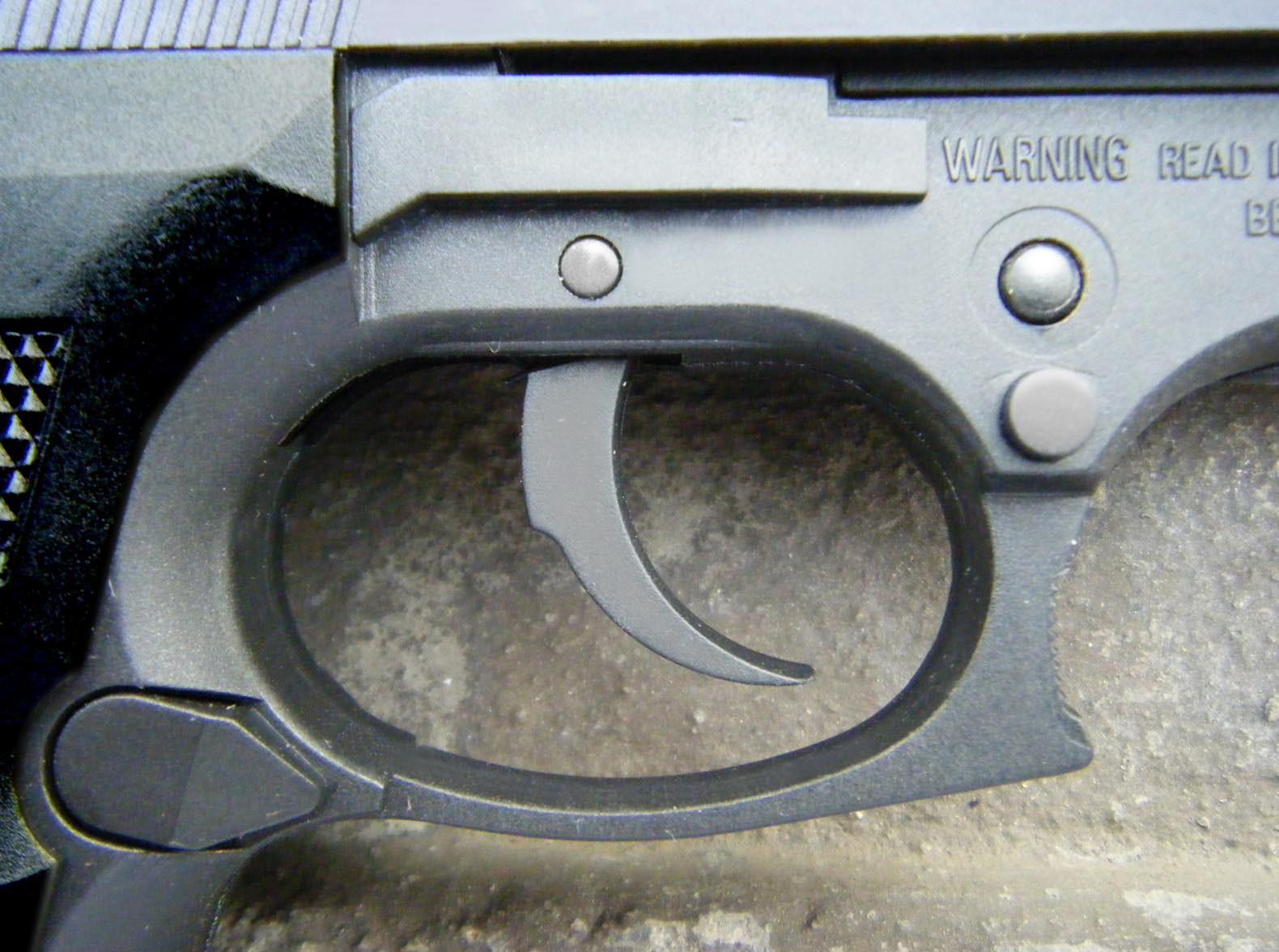
Спусковий гачок та скоба пістолета із самозводом

Спускови́й гачо́к, соба́чка, гаше́тка (від фр. gâchette), заст. ци́нгель (пол. cyngiel < нім. Züngel, дос. «язичок») — деталь ударно-спускового механізму ручної вогнепальної зброї, на яку безпосередньо діє стрілець для відкриття або припинення вогню. Для здійснення пострілу, стрілець натискає пальцем на хвіст спускового гачка, останній діє на шептало (безпосередньо або через проміжні деталі) і відбувається спуск курка або ударника з бойового зводу. Від випадкового натиснення хвіст спускового гачка зазвичай захищений спусковою скобою.
Крім того, у самозвідних механізмах натисненням спускового гачка курок встановлюється на бойовий звід. Хід спускового гачка і зусилля в цьому випадку на ньому набагато більше. У низці самозарядних пістолетів (Кольт M1911, ТТ, Vis.35 тощо) роль спускового гачка виконує плоска пластина, що переміщається поздовж у напрямних рамках.

## Різновиди

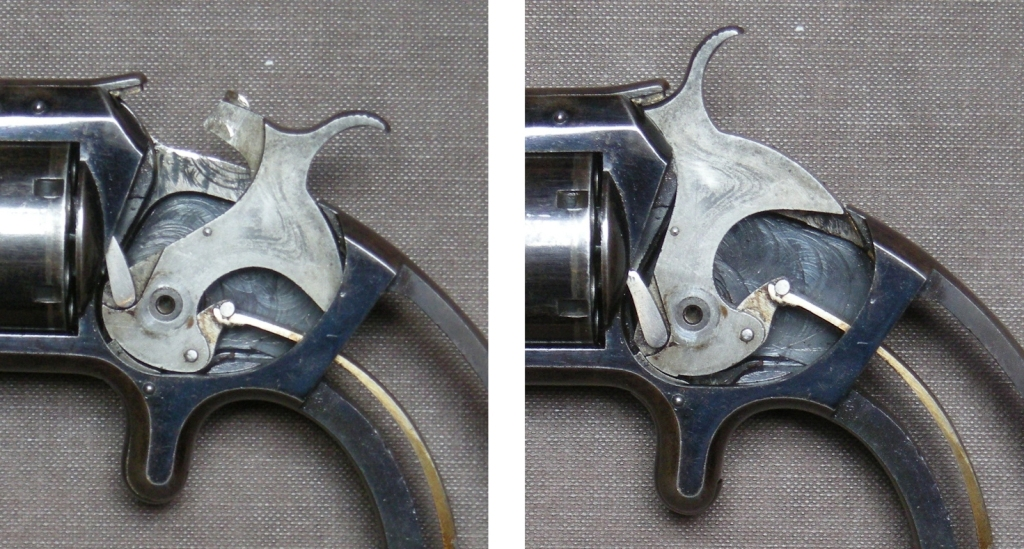
УСМ револьвера з сосковим спуском

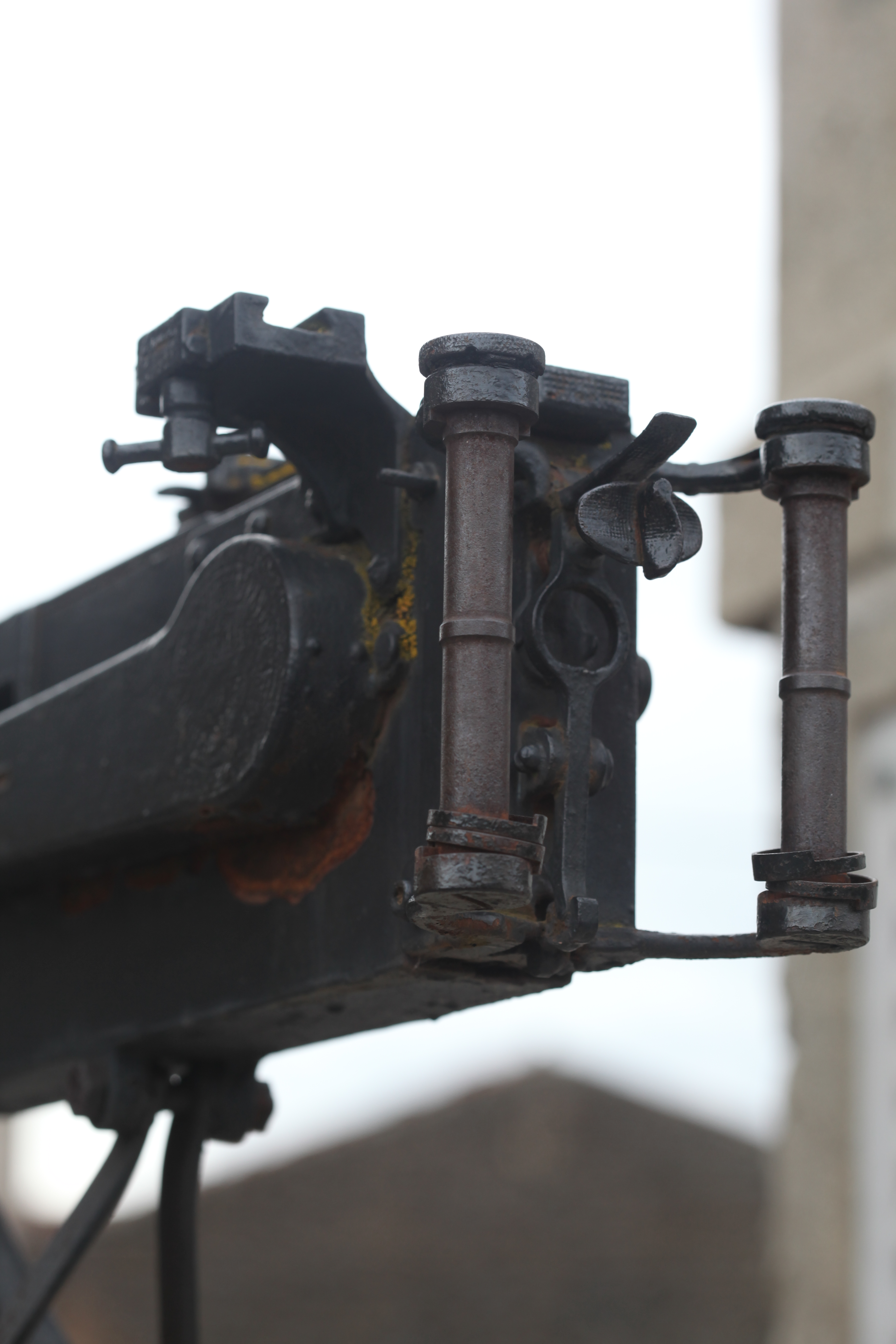
Вертикальні руків'я управління і гашетка станкового кулемета.

- Шнеллер (від нім. schnell — «швидкий») — пристрій для прискорення спуску при невеликому зусиллі натиску (до сотень грамів, проти кілограмів у звичайного механізму) на спусковий гачок в мисливській, спортивній та снайперській вогнепальній зброї. Полегшує точну стрільбу, але вимагає витримки від стрільця. Зазвичай шнеллер має вигляд другого спускового гачка, розташованого позаду чи попереду основного. Зброя зі шнеллером виходить складніше і дорожче.

- Сосковий спуск — спусковий гачок не має скоби, а ховається в довгастому приливку ствольної коробки або рамки. Таке рішення досить часто застосовувалося у XIX ст.
- Прибираний спусковий гачок — також не захищений скобою, натомість хвіст в неробочому положенні повертається на шарнірі вперед і притискається до нижньої поверхні рамки. Застосовувався на кишенькових револьверах XIX ст.

- Гашетка — раніше часто використовувалася в кулеметах, приклад — кулемет Максима; в даний час навіть важкі кулемети найчастіше мають пістолетне руків'я і звичайний спусковий гачок.